# 松山 (宮崎市)
松山（まつやま）とは、宮崎県宮崎市内の地名。中央東地域自治区に属している。住居表示実施地域。郵便番号は880-0865

## 地理
宮崎市の中央東地域自治区に属する。宮崎県道11号宮崎島之内線（旭通り）と橘公園通りに挟まれた地域である。宮崎県道341号宮崎港宮崎停車場線より西が1丁目、東が2丁目となる。橘公園通り沿いはマンション・ホテル街となっている他、集合住宅が並ぶ。
松山1丁目の北を旭1・２丁目、西を川原町と接し、大淀川を挟んで太田1丁目・大淀1丁目と接する。松山2丁目の北を瀬頭1丁目、東を吾妻町と接し、大淀川を挟んで東大淀1丁目と接する。

## 地名の由来
大淀大橋の北詰一帯の地名であり、藩政時代には瀬頭村の字でだった。江戸時代末期の絵図には、この地の大淀川左岸に松林が描かれており、『日向地誌』にも根固め松・竹のある堤防があったことが記されている。松林のある堤防があったことから寛永年間（江戸時代初期）に松山と呼ばれたとの説がある。

## 歴史
- 1924年 - 宮崎市市制により松山町が誕生
- 1966年 - 松山町・小島町・川原町・旭通1丁目～3丁目を元に住居表示を実施し、松山1-2丁目が成立。松山町が消失。

## 世帯数と人口
2023年（令和5年）8月1日現在の世帯数と人口は以下の通りである。
| 町丁      | 世帯数  | 人口  |
| --------- | ------- | ----- |
| 松山1丁目 | 499世帯 | 662人 |
| 松山2丁目 | 190世帯 | 391人 |

## 小・中学校の学区
市立小・中学校に通う場合、学区は以下の通りとなる。
| 町名 | 小学校             | 中学校             |
| ---- | ------------------ | ------------------ |
| 松山 | 宮崎市立宮崎小学校 | 宮崎市立宮崎中学校 |

## 交通

### 鉄道
JR日豊本線が通過する。最寄り駅は宮崎駅

### バス
宮交グループの運営するバスが営業している。

### 道路
- 宮崎県道11号宮崎島之内線
- 宮崎県道341号宮崎港宮崎停車場線

## 施設
- 橘公園通り
- 宮崎観光ホテル（宮崎交通本社）
- 大淀大橋
- 大淀川橋梁